# 성산포경찰서
성산포경찰서(城山浦警察署)는 제주도 일부를 관할하던 경찰서이다. 1949년에 4·3 사건으로 인해 필요성이 인정되어 신설되었으나, 1957년에 폐지되었다.

## 같이 보기
- 모슬포경찰서 : 같은 이유로 신설되어 같이 폐지되었다.